# 霍赫坦嫩山

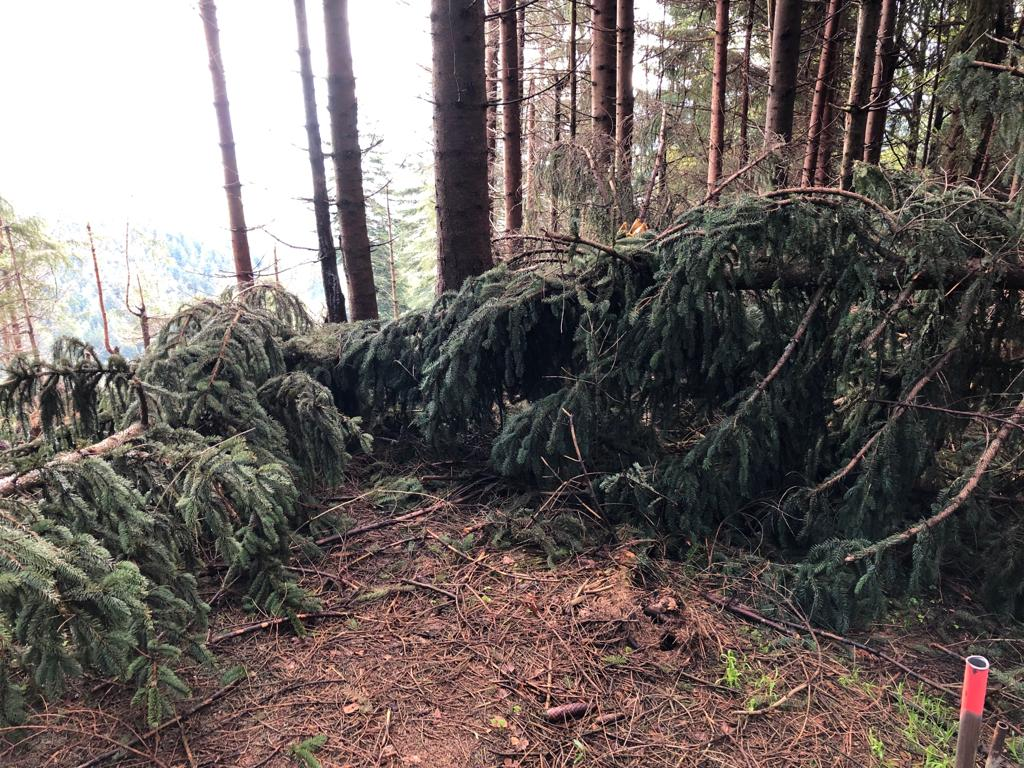

47°42′03″N 11°29′44″E / 47.70071°N 11.49569°E
霍赫坦嫩山（德語：Hochtannenkopf），是德國的山峰，位於該國東南部，由巴伐利亞負責管轄，處於首都柏林以南600公里，海拔高度1,184米，每年平均降雨量1,764毫米。